# Литература

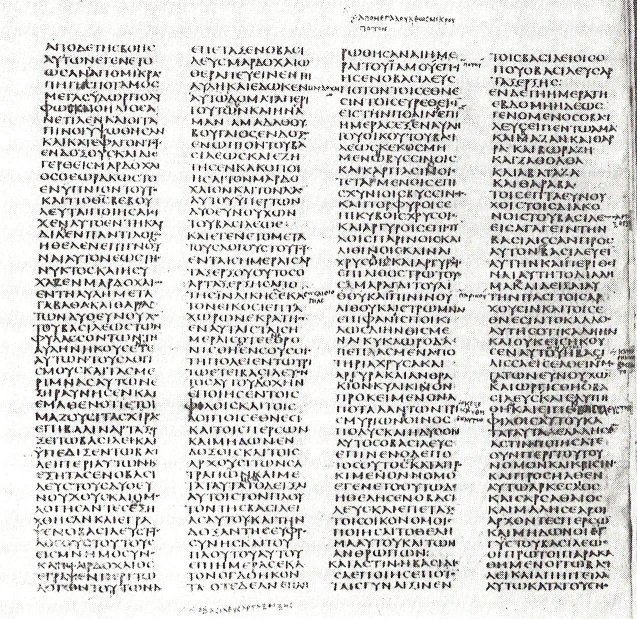
Синайский кодекс

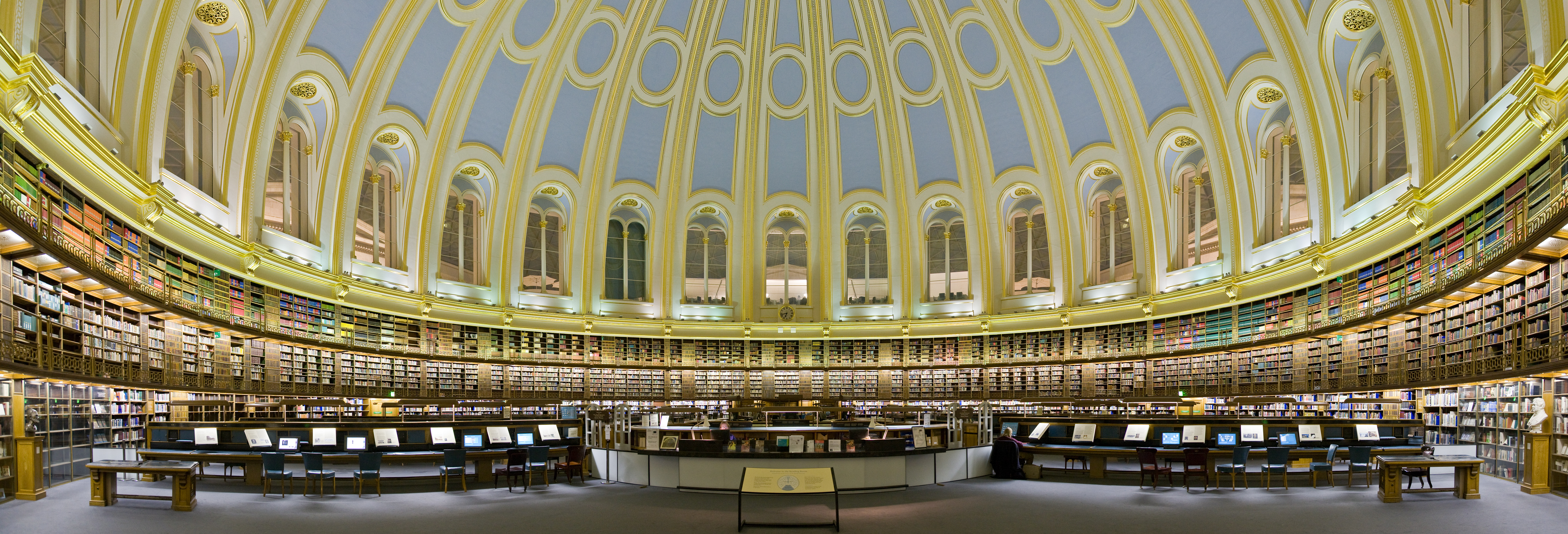
Читальный зал Британского музея

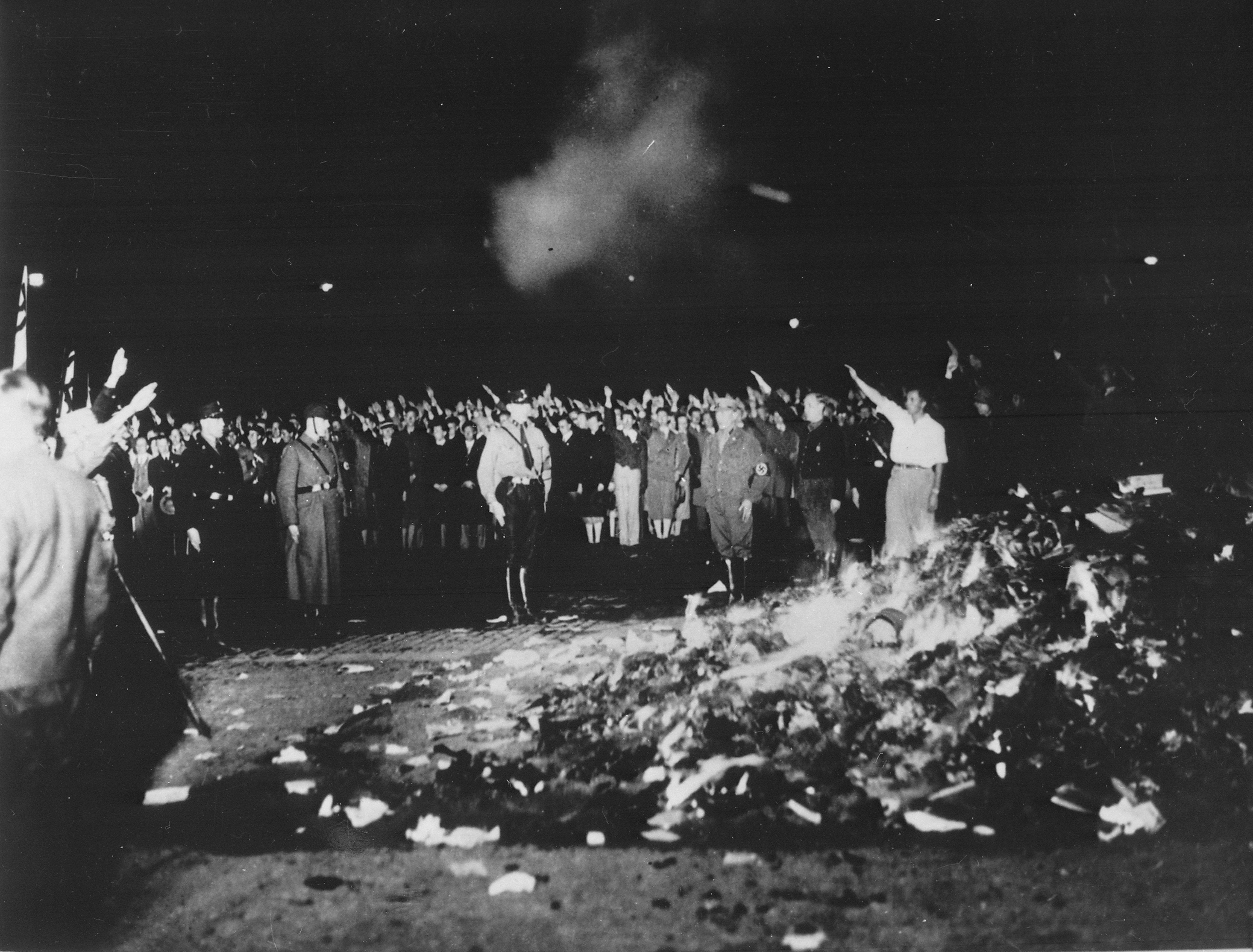
Студенты сжигают «негерманские» сочинения и книги на берлинской площади Опернплац 10 мая 1933 г.

Литерату́ра (лат. lit(t)eratura, — написанное, от lit(t)era — буква) — произведения письменности, имеющие общественное, познавательное значение. В широком смысле — любой письменный текст.

## О границах понятия
Чаще всего под литературой понимают художественную литературу, то есть литературу как вид искусства. Однако это понимание, сложившееся в эпоху романтизма, не следует прямо применять к культуре отдалённых от сегодняшнего дня эпох. Древние научные трактаты и религиозно-мифологические сочинения — такие, например, как «Теогония» Гесиода или «О природе вещей» Лукреция — с точки зрения современников не противопоставлялись, например, эпическим поэмам («Илиаде» Гомера или «Энеиде» Вергилия) как нехудожественная литература художественной. В России ещё в 1820-е годы критики сходились во мнении, что лучшие образцы русской прозы — «История Государства Российского» Карамзина и «Опыт теории налогов» Николая Тургенева. Отделяя художественную литературу других периодов от литературы религиозной, философской, научной, публицистической, мы проецируем наши современные представления в прошлое.
Тем не менее у литературы есть ряд универсальных свойств, неизменных во всех национальных культурах и на всем протяжении человеческой истории, хотя каждое из таких свойств связано с определёнными проблемами и оговорками.
- К литературе относятся авторские тексты (в том числе и анонимные, то есть такие, у которых автор по тем или иным причинам неизвестен, и коллективные, то есть написанные группой лиц — иногда довольно многочисленной, если речь идёт, к примеру, об энциклопедии, но всё-таки определённой). То, что текст принадлежит определённому автору, создан им, важно в данном случае не с юридической точки зрения (ср. авторское право) и не с психологической (автор как живой человек, сведения о котором читатель может попытаться извлечь из читаемого текста), а потому, что наличие у текста определённого автора обеспечивает этому тексту законченность: автор ставит последнюю точку, и после этого текст начинает существовать сам по себе. История культуры знает типы текстов, существующие по другим правилам, — например, фольклорные: из-за отсутствия авторства сам текст окончательно не закреплён, и тот, кто в очередной раз его пересказывает или переписывает, волен вносить в него изменения, порой довольно существенные. Те или иные записи такого текста могут быть связаны с именем писателя или учёного, осуществившего такую запись (например, «Народные русские сказки» Афанасьева), однако такая литературная фиксация нелитературного текста не отменяет возможности существования иных его версий, и автору такой записи  принадлежит именно эта запись, а не сама сказка.
- С предыдущим свойством связано и другое: к литературе относятся письменные тексты и не относятся устные. Устное творчество исторически предшествует письменному и прежде, в отличие от письменного, не поддавалось фиксации. Фольклор всегда был устным (вплоть до XIX века, когда начали появляться его письменные формы — например, девичьи альбомы). Современность знает, однако, переходные и пограничные случаи. Так, в национальных культурах, осуществивших в XX веке большой скачок в развитии, сохранялись или сохраняются сказители, занимающиеся устным (стихотворным, на грани песни) творчеством, — прежде такие песни уходили бы в фольклор и существовали в нём, изменяясь и развиваясь в устах других исполнителей, однако в новейшее время сочинения, например, Джамбула подвергались письменной фиксации сразу после своего создания и поэтому существуют в качестве литературных. Другой способ превращения устного творчества в письменное — так называемая «литературная запись»: например, воспоминания матери Зои и Александра Космодемьянских, неоднократно изданные отдельной книгой, записаны с её слов и превращены в литературный текст интервьюировавшей её писательницей Фридой Вигдоровой.
- К литературе относятся тексты, материалом которых являются исключительно слова человеческого языка, и не относятся тексты синтетические и синкретические, то есть такие, в которых словесный компонент не может быть оторван от музыкального, визуального или какого-либо иного. Песня или опера сами по себе не являются частью литературы. Если песня написана композитором на уже имеющийся текст, написанный поэтом, то проблемы и не возникает; в XX веке, однако, вновь приобрела широкое распространение древняя традиция, согласно которой один и тот же автор создаёт сразу словесный текст и музыку и (как правило) сам исполняет получившееся произведение. Вопрос о том, насколько правомерно извлекать из получившегося синтетического произведения только словесный компонент и рассматривать его как самостоятельное литературное произведение, остаётся дискуссионным. В ряде случаев синтетические произведения всё-таки воспринимаются и квалифицируются как литературные, если несловесных элементов в них относительно немного (такова, например, знаменитая «загогулина» в «Приключениях Тристрама Шенди» Лоренса Стерна или рисунки в известной детской книге Синкен Хопп «Волшебный мелок») или их роль принципиально подчинённая (как роль формул в математической, химической, физической литературе, даже если они и занимают бо́льшую часть текста). Иногда, однако, место дополнительных визуальных элементов в литературном тексте настолько велико, что рассматривать его как чисто литературный с научной точки зрения уже натяжка: наиболее известный из таких текстов — сказка Сент-Экзюпери «Маленький принц», важной частью которой являются авторские рисунки.

Всем трём названным критериям не вполне удовлетворяют некоторые древние тексты, традиционно понимаемые как литературные, — например, «Илиада» и «Одиссея»: вполне вероятно, что Гомер как единый автор этих двух поэм никогда не существовал, а тексты этих двух поэм сложились из древнегреческого фольклора, исполнявшегося сказителями в виде песен. Однако письменная фиксация этих текстов в их окончательном варианте состоялась настолько давно, что такой традиционный подход можно считать оправданным.
Следует добавить ещё один критерий, относящийся уже не к структуре литературных текстов, а к их функции.
- К литературе относятся тексты, сами по себе имеющие социальное значение (или рассчитанные на то, чтобы таковое иметь). Это значит, что не рассматриваются как литература частная и служебная переписка, личные дневники, школьные сочинения и т. п. Данный критерий кажется простым и очевидным, но на самом деле и он вызывает целый ряд сложностей. С одной стороны, личная переписка может становиться фактом литературы (художественной или научной), если её ведут значительные авторы: недаром собрания сочинений и писателей, и учёных включают раздел писем, и в этих письмах подчас содержатся важные и ценные для литературы и науки сведения; то же относится и к школьным сочинениям будущих писателей, учёных, политиков: они могут быть задним числом втянуты в пространство литературы, проливая неожиданный свет на последующее творчество своих авторов (так, сказка, написанная по школьному заданию 14-летним Сент-Экзюпери, обнаруживает удивительные переклички с «Маленьким принцем»). Более того, в некоторых случаях писатели, философы, публицисты целенаправленно превращают частную переписку или дневник в факт литературы: пишут их с расчётом на постороннего читателя, публично исполняют отрывки, издают и т. п.; известными примерами таких личных по форме, но публичных по задаче текстов могут служить письма русских писателей 1820-х годов, входивших в литературное общество «Арзамас», а в новейшей русской литературе — переписка Вячеслава Курицына и Алексея Парщикова, дневник Сергея Есина и др. С другой стороны, остаётся проблематичным статус художественного творчества авторов-дилетантов, чьи тексты остаются достоянием их самих и узкого круга их друзей и знакомых: правомерно ли рассматривать как явление литературы стихотворное поздравление, сочинённое группой служащих ко дню рождения своего начальника? Новые сложности в этом отношении возникли с появлением Интернета и распространением сайтов со свободной публикацией, где свои произведения может обнародовать любой желающий. Современные учёные (например, французский социолог Пьер Бурдье и его последователи) пытаются описать социальные механизмы, определяющие литературу, искусство, науку и отграничивающие их от дилетантской деятельности любого рода, но предложенные ими схемы не являются общепринятыми и остаются предметом ожесточённой дискуссии.

## Основные виды литературы
Виды литературы могут выделяться как по содержанию текстов, так и по их предназначению, и полностью соблюсти принцип единства основания при классификации литературы затруднительно. К тому же такая классификация способна вводить в заблуждение, объединяя непохожие и абсолютно различные явления. Зачастую типологически различные тексты одной и той же эпохи гораздо ближе друг к другу, чем типологически одинаковые тексты разных эпох и культур: у лежащих в основе европейской философской литературы «Диалогов» Платона куда больше общего с другими памятниками древнегреческой словесности (скажем, с драмами Эсхила), чем с трудами таких философов Нового времени, как Гегель или Рассел. Судьба некоторых текстов складывается таким образом, что во время своего создания они тяготеют к одному виду литературы, а впоследствии движутся в сторону другого: так, например, «Приключения Робинзона Крузо», написанные Даниэлем Дефо, прочитываются сегодня скорее как произведение детской литературы, а между тем писались они даже не просто как произведение художественной литературы для взрослых, а как памфлет с существенной ролью публицистического начала. Поэтому общий список основных видов литературы может носить только приблизительно-ориентировочный характер, а конкретная структура литературного пространства может быть установлена только применительно к данной культуре и данному периоду времени. Для прикладных целей, однако, эти сложности не имеют принципиального значения, так что практическим нуждам книжной торговли и библиотек удовлетворяют довольно разветвлённые, хотя и поверхностные по подходу системы библиотечно-библиографической классификации.

### Художественная литература
Художественная литература — вид искусства, использующий в качестве единственного материала слова и конструкции естественного (письменного человеческого) языка. Специфика художественной литературы выявляется в сопоставлении, с одной стороны, с видами искусства, использующими иной материал вместо словесно-языкового (музыка, изобразительное искусство) или наряду с ним (театр, кино, песня), с другой стороны — с иными типами словесного текста: философским, публицистическим, научным и др. Кроме того, художественная литература, как и другие виды искусства, объединяет авторские (включая и анонимные) произведения в отличие от принципиально не имеющих автора произведений фольклора.

### Документальная проза
Документальная проза — вид литературы, для которого характерно построение сюжетной линии исключительно на реальных событиях, с редкими вкраплениями художественного вымысла. Документальная проза включает биографии чем-либо выдающихся людей, истории каких-либо событий, страноведческие описания, расследования громких преступлений.

### Мемуарная литература
Мемуары — записки о прошлых событиях современников или участника этих событий. Важная особенность мемуаров заключается в установке на «документальный» характер текста, претендующего на достоверность воссоздаваемого прошлого.

### Научная и научно-популярная литература
Научная литература — совокупность письменных трудов, которые созданы в результате исследований, теоретических обобщений, сделанных в рамках научного метода.
Научная литература предназначена для информирования учёных и специалистов о последних достижениях науки, а также для закрепления приоритета на научные открытия. Как правило, научная работа не считается завершённой, если она не опубликована.
Первые научные произведения создавались в различных жанрах: в виде трактатов, рассуждений, поучений, диалогов, путешествий, жизнеописаний и даже в стихотворных формах. В настоящее время формы научной литературы стандартизованы и состоят из монографий, обзоров, статей, докладов (в том числе их тезисов), авторефератов, рефератов и рецензий. В настоящее время во многих странах действует механизм аттестации научной литературы, поддерживаемый правительством или общественными научными организациями. В России, например, такую аттестацию проводит ВАК (Высшая аттестационная комиссия). В числе основных требований к изданию научной литературы — обязательное её рецензирование. В рамках этого процесса издательство или редакция научного журнала перед публикацией новой научной работы направляет её нескольким (обычно двум) рецензентам, считающимися специалистами в данной области. Процесс рецензирования призван исключить публикации в рамках научной литературы тех материалов, которые содержат грубые методологические ошибки или прямые фальсификации. С начала XX века наблюдается регулярное экспоненциальное увеличение объёма публикуемой научной литературы. В связи с этим, одним из самых главных носителей научной литературы в настоящее время являются периодические издания, главным образом, рецензируемые научные журналы. С конца XX века наблюдается тенденция по переходу этих журналов с бумажных носителей на электронные, в частности в Интернет.
Научно-популярная литература — литературные произведения о науке, научных достижениях и об учёных, предназначенные для широкого круга читателей. Научно-популярная литература направлена как на специалистов из других областей знания, так и на малоподготовленных читателей, включая детей и подростков. В отличие от научной литературы, произведения научно-популярной литературы не рецензируются и не аттестуются.

### Справочная литература

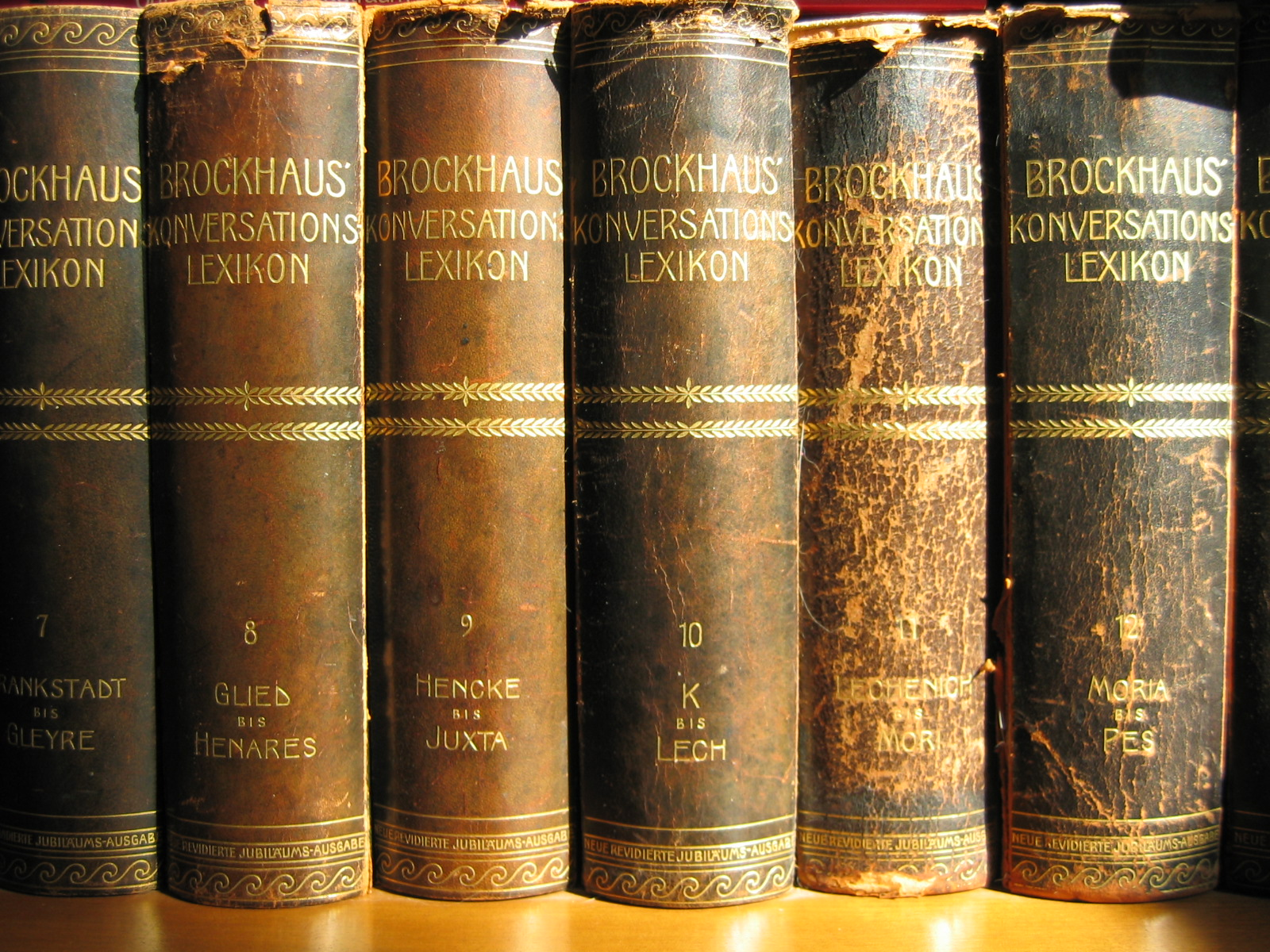
Словарь Брокгауза (1910)

Литература вспомогательного содержания, используемая для получения наиболее общей, не вызывающей сомнений информации по тому или иному вопросу. Основные виды справочной литературы:
- Словари, упорядочивающие информацию по основным для данной сферы знаний (или для всего языка в целом) словам и выражениям, чаще всего — в алфавитном порядке;
- Справочники, в которых информация упорядочена каким-то другим способом, в соответствии с собственной структурой данной сферы знаний (например, медицинский справочник — по локализации заболеваний или характеру симптомов);
- Энциклопедии — наиболее комплексные и системные своды информации по данной сфере знания.

В идеале справочные издания должны содержать только считающиеся объективно установленными факты и адекватно отражать существующий в данный момент уровень человеческих знаний. Однако на практике невозможно полностью отделить факты от интерпретаций и неявных, подразумеваемых допущений, поэтому та или иная доля тенденциозности в любом справочном издании присутствует. В некоторых случаях эта доля довольно велика и привносится в справочное издание целенаправленно: таковы, в частности, большинство справочных изданий советской эпохи, особенно в том, что касается гуманитарного знания, — даже короткие словарные статьи оказываются в них идеологически окрашены. Касается это и отбора материала: так, в литературных энциклопедиях, выпущенных в СССР, находилось место для сугубо второстепенных писателей социалистической и коммунистической ориентации, но отсутствовали весьма значительные авторы, известные своим негативным отношением к советскому строю. Даже спустя короткое время пользоваться такими изданиями как справочными становится невозможно: слишком много усилий приходится затрачивать на то, чтобы отделить факты от интерпретаций; однако именно эта идеологическая окраска делает справочные издания особенно интересными как историческое свидетельство, памятник своей эпохи.

### Учебная литература
Учебная литература, делящаяся в основном на собственно учебники и сборники задач (упражнений), имеет немало общего со справочной: как и справочная литература, учебная имеет дело с той частью знаний по тому или иному вопросу, которая считается более или менее общепризнанной. Однако назначение учебной литературы иное: изложить эту часть знаний системно и последовательно с тем, чтобы адресат текста составил о ней достаточно полное и отчётливое представление и овладел рядом востребованных в этой части знаний навыков, будь то умение решать уравнения или правильно расставлять знаки препинания. Эта прагматическая задача определяет особенности строения учебных текстов: повторы, подхваты, проверочные вопросы и задания, и т. п.

### Техническая литература
Техническая литература — это литература, относящаяся к области техники и производства (каталоги изделий, инструкции по эксплуатации, обслуживанию и ремонту, каталоги деталей, патенты и т. п.).

### Литература по психологии и саморазвитию
Литература по психологии и саморазвитию — это литература, которая даёт советы по развитию способностей и навыков, достижению успеха в личной жизни и работе, выстраиванию отношений с окружающими, воспитанию детей и т. п.
Также существуют и другие виды литературы: духовная, религиозная литература, рекламная литература, выделенная в отдельный вид (листовка, брошюра, рекламный проспект и т. д.), и другие виды, а также отраслевые массивы.

## Литература и носители текста
Литературный текст остаётся самим собой независимо от того, каково его материальное воплощение: рукопись, книга, компьютерный файл на мониторе. Не следует, однако, думать, что эволюция носителей текста никак не влияет на саму литературу. Напротив, состояние литературы в обозримом прошлом полностью определяется цивилизационной революцией, совершённой изобретшим книгопечатание Гутенбергом: до этого воспроизведение любого сколько-нибудь длинного текста требовало значительных затрат времени и сил писца, и это накладывало существенные ограничения на количество и характер текстов, фиксируемых письменно и распространяющихся за пределы непосредственного круга общения автора. На исходе XX века новая цивилизационная революция вызвала к жизни два качественно новых носителя текста: это аудиокнига и компьютерный файл. Вполне возможно, что повсеместное распространение этих носителей в самом скором будущем приведёт к новым серьёзным изменениям в структуре литературного пространства.

### Литература разных народов
- Австралийская литература
- Азербайджанская литература
- Армянская литература
- Белорусская литература
- Бельгийская литература
- Бенгальская литература
- Болгарская литература
- Бразильская литература
- Британская литература
  - Английская литература
  - Шотландская литература
- Венгерская литература
- Вепсская литература
- Грузинская литература
- Греческая литература
  - Древнегреческая литература
- Датская литература
- Еврейская литература
- Израильская литература
- Индийская литература
- Ирландская литература
- Исландская литература
- Испанская литература
- Итальянская литература
- Казахская литература
- Канадская литература
- Китайская литература
- Литература США
- Литовская литература
- Немецкая литература
- Нидерландская литература
- Норвежская литература
- Персидская литература
- Польская литература
- Португальская литература
- Римская литература
- Румынская литература
- Русская литература
  - Древнерусская литература
- Сербская литература
- Татарская литература
- Тибетская литература
- Украинская литература
- Финляндская литература
- Чешская литература
- Шведская литература
- Эстонская литература
- Эфиопская литература

### Хронология
- Античная литература
- Средневековая литература
- Литература эпохи Возрождения
- Литература модернизма
- Литература постмодернизма

### Прочее
- Электронная книга
- Электронная библиотека
- Сетевая литература
- Типографика
- Список статей, названия которых начинаются с «Литература»